# 러시아 농구 국가대표팀
러시아 농구 국가대표팀(러시아어: Сборная России по баскетболу)은 러시아를 대표하여 국가대항전에 참가하는 농구 국가대표팀으로 러시아 농구 연맹에 의해 운영된다. 올림픽 본선에는 3번 출전하여 2012년 하계 올림픽에서 동메달을 획득했다. 또한 농구 월드컵 본선에는 5회 출전하여 참가하여 은메달 2개를 획득했으며 FIBA 유로바스켓 본선에는 13번 출전하여 금메달 1개, 은메달 1개, 동메달 1개를 획득했다.

## 선수 명단

### 주요 선수
- 안드레이 키릴렌코 (브루클린 네츠)
- 알렉세이 시베드 (미네소타 팀버울브스)
- 티모페이 모즈고프 (로스앤젤레스 레이커스)
- 세르게이 카라쇼프 (캔턴 차지)
- 알렉산드르 카운 (PBC CSKA 모스크바)
- 빅토르 흐랴파 (PBC CSKA 모스크바)
- 비탈리 프리존 (PBC CSKA 모스크바)
- 세르게이 모냐 (힘키 모스크바)
- 빅토르 케이루 (크라스니 크릴리아)

## 역대 감독
- 유리 셀리호프(1992–1993)
- 세르게이 벨로프(1993–2000)
- 스타니슬라프 예료민(1999–2002)
- 세르게이 옐레비치(2003–2004)
- 세르게이 밥코프(2004–2005)
- 데이비드 블랫(2006–2012)
- 포티스 카치카리스(2012–2013)
- 바실리 카라쇼프(2013)
- 예브게니 파슈틴(2014–2015)
- 세르게이 바자레비치(2016–2021)
- 조란 루키치(2021–)

## 같이 보기
- 소련 농구 국가대표팀
- 유로리그 바스켓볼